# 聖弗蘭西斯科 (阿特蘭蒂達省)
聖弗蘭西斯科（西班牙語：San Francisco），是洪都拉斯的城鎮，位於該國北部，由阿特蘭蒂達省負責管轄，面積282.27平方公里，海拔高度59米，2001年人口10,683，人口密度每平方公里37.85人。
15°40′0″N 87°2′0″W / 15.66667°N 87.03333°W